# جالان احمد ابراهیم
جالان احمد ابراهیم (به انگلیسی: Jalan Ahmad Ibrahim) (به چینی: 惹兰阿末依布拉欣) یک جاده است که در بون لی، سنگاپور قرار دارد. این جاده که به یاد احمد ابراهیم سیاستمدار سنگاپوری، نامگذاری شده است آزادراه ایر راجه را به روگذر جورانگ هیل متصل می‌کند.

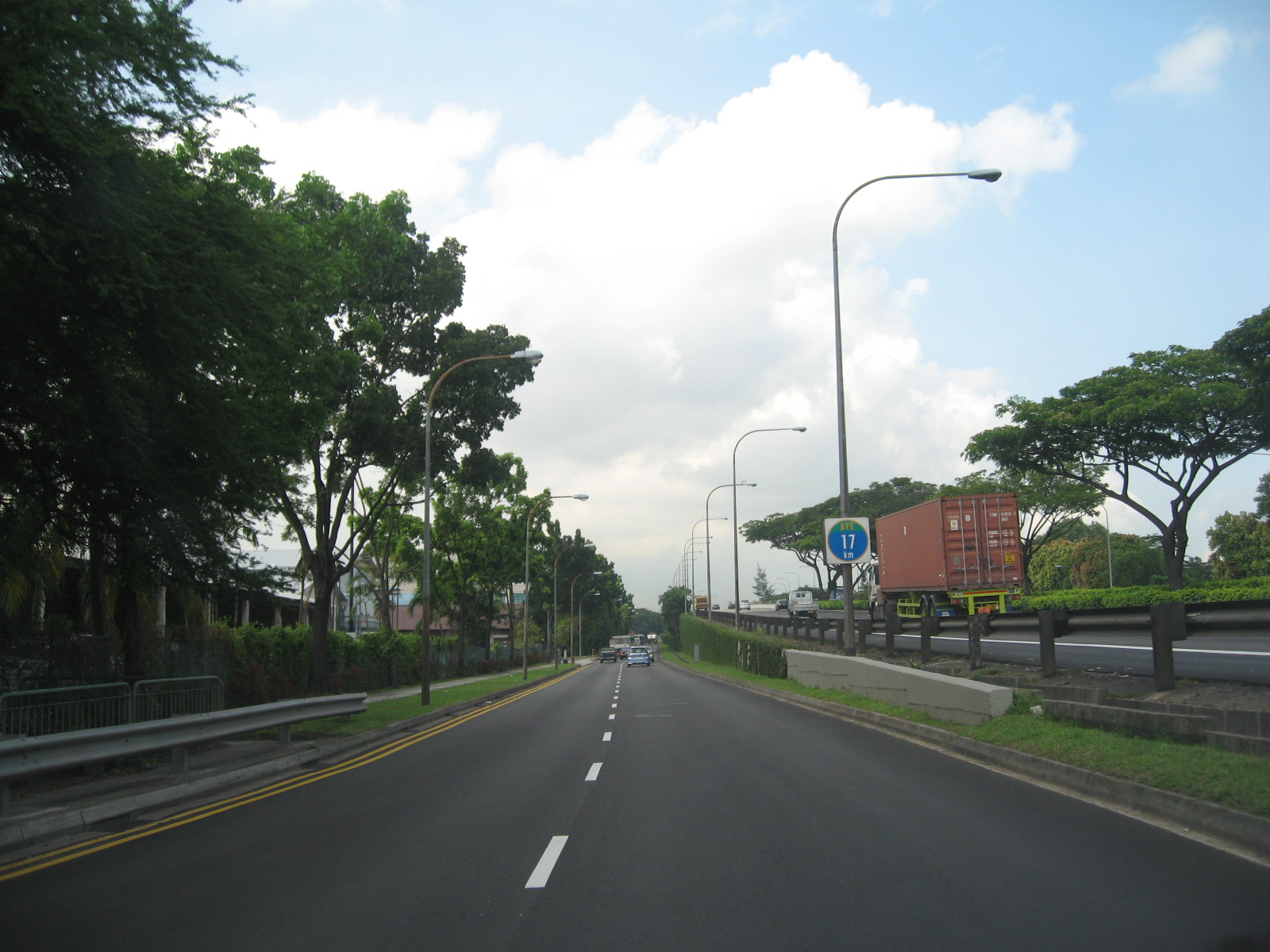
جاده فرعی جالان احمد ابراهیم